# 異種中間子

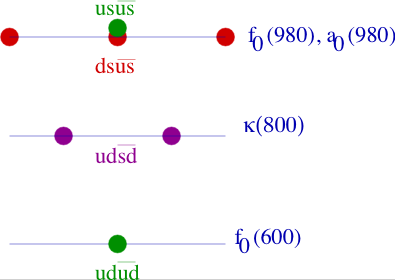
可能なテトラクォーク中間子の性質と分類。緑はI = 0の状態を、紫はI = 1/2の状態を赤はI = 1の状態を示す。縦軸は質量である。

異種中間子 (exotic meson) は、通常のクォークモデルでの中間子には不可能な量子数を持つ中間子である。非クォークモデル中間子には以下のものがある。
1. グルーボールまたはグルーオニウム (gluonium) : 価クォーク (valence quark) を持たない。
2. テトラクォーク : 二つの価クォーク - 反クォーク対を持つ。
3. ハイブリッド中間子 : 一つの価クォーク - 反クォーク対および1つ以上のグルーオンを含む。

これらのすべては、ハドロンでありバリオン数が0であるので、中間子として分類される。

## 概要
異種中間子の中でグルーボールは、アイソスピン、ストレンジネス、チャーム、ボトムネスおよびトップネスが0であるフレーバー一重項でなければならない。全ての粒子状態と同じく、異種中間子はポアンカレ対称性の表現を持つ量子数JPC（Jは角運動量、Pは固有パリティ、およびCは荷電共役パリティ）および質量によって特定される。また中間子のアイソスピンIも特定される。
典型的にすべてのクォークモデル中間子は、SU(3)フレーバー九重項、すなわち八重項とフレーバー一重項として現れる。グルーボールは九重項以外の余剰（超対称性）粒子として現れる。これは一見して単純な計算であるが、グルーボール、テトラクォークまたはハイブリッドのような状態の割り当ては未だ不確実なままである。様々な状態の一つがこれらの非クォークモデル中間子の一つであると考えたときでさえ、混合の程度および状態の正確な割り当ては不確実で困難である。各状態に量子数を割り当て他の実験でそれらを照合するためには、かなりの労力を要する。こういった理由から、クォークモデル以外の全ての割り当ては現在のところ暫定的である。

## 格子QCDによる予測
現在の格子QCDによるグルーボールの予測は、少なくとも仮想クォークが無視されるとき、とても安定的である。最も低い状態の二つを以下に示す。
0++ : 質量1611±163 MeV/c2
2++ : 質量2232±310 MeV/c2
−+および0−−のような非標準的な中間子であるグルーボールはすべて2 GeV/c2より高いエネルギーを持つことが期待される。グルーボールは必ずアイソスピンI = 0を持つアイソスカラー (en) である。
基底状態のハイブリッド中間子 0−+、1−+、1−−および2−+はすべて2 GeV/c2よりやや低いエネルギーを持つ。非標準的な量子数1−+を持つハイブリッドは1.9±0.2 GeV/c2のエネルギーを持つ。今日で最良の格子シミュレーションは仮想クォークループを無視するクエンチ近似 (en) によって計算される。その結果、これらの計算では中間子状態の混合を再現できない。

## 0++状態
実験データでは、アップクォーク、ダウンクォーク、ストレンジクォークのみから構成されると考えられている量子数0++を持ったアイソスカラー共鳴はf0(600)、f0(980)、f0(1370)、f0(1500)、およびf0(1710)がある。これらのうちf0(600)は通常カイラルモデルのσと同定される。f0(1710)の生成と崩壊は、この粒子状態も中間子であることの強い証拠を与える。

### グルーボールの候補
グルーボールの候補はf0(1370)、f0(1500)またはf0(1710)である。なぜならクォークモデルだけでは上記5つのアイソスカラー共鳴に対応する粒子は4つまでしか挙げることができないからである。2γ → 2πまたは2γ → 2K反応のような二つの光子反応でのより高い質量状態の生成は非常に抑圧されている。これらの粒子の崩壊も、これらの一つがグルーボールである可能性についていくつかの証拠を与えている。

### テトラクォークの候補
f0(980)は、I = 1状態のa0(980)およびκ0(800)とともに、何人かの研究者によって、テトラクォーク中間子として同定されてきた。CLEOおよびBaBar検出器にて観測された二つの長寿（粒子分光学の業界用語で狭い (narrow) ）状態であるスカラー (0++) 状態DsJ*±(2317) およびベクター (1+) 中間子DsJ*±(2460)は、テトラクォーク状態として暫定的に同定されている。しかしながら、これらの状態はテトラクォーク状態でないとする他の説明も可能である。

## 2++状態
二つのアイソスカラー状態f2(1270)およびf′2(1525)は明確に同定されている。しかし、他のどんな状態も全ての実験において一貫して同定されることはなかったため、これらの状態についてより詳細を述べることは難しい。

## 1−+異種中間子とその他の状態
二つのアイソベクター異種中間子π1(1400)およびπ1(1600)は実験的に安定して存在している確実性が高い。これらの状態は明らかにグルーボールではないが、テトラクォークかハイブリッドでありうる。ただし、そのような割り当てに対する証拠は弱い。
π(1800) (0−+)、ρ(1900) (1−−)およびη2(1870) (2−+)はかなりよく同定された状態で、これは何人かの研究者によって暫定的にハイブリッドであると同定されている。もしこの同定が正しければ、この質量の範囲内にいくつかのハイブリッドが存在するとする格子計算の結果と非常に良く一致していることになる。